# Naoto Fukasawa

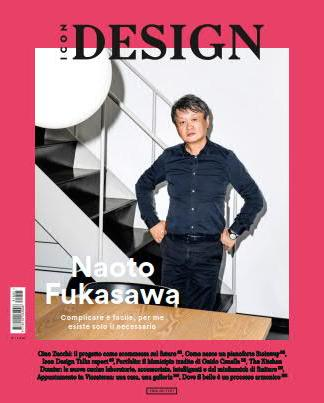
Naoto Fukasawa in the cover of Icon Design, june 2018

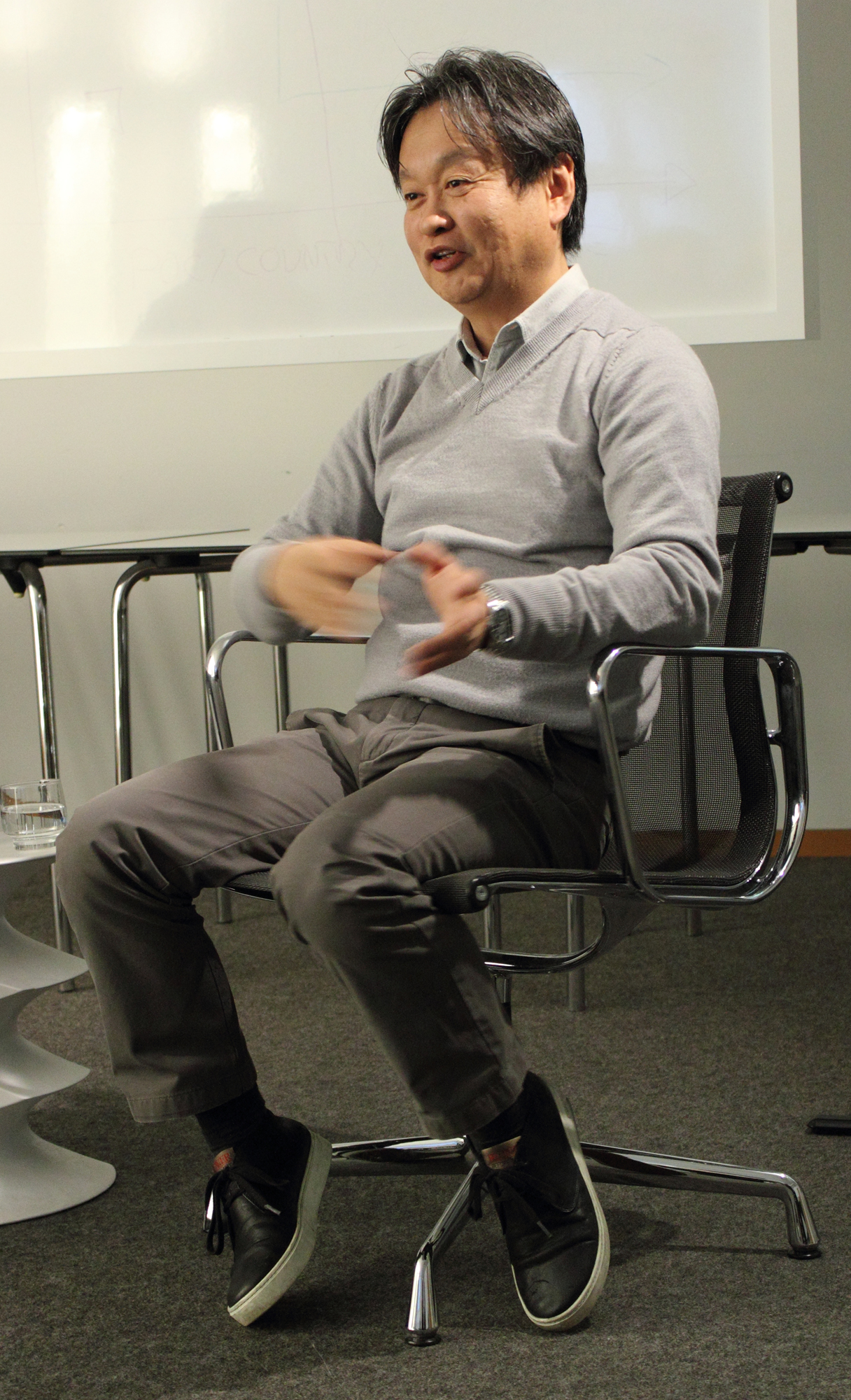
Naoto Fukasawa im Jahr 2012

Naoto Fukasawa (jap. 深澤 直人, Fukasawa Naoto; * 3. September 1956 in der Präfektur Yamanashi) ist ein international bekannter japanischer Industriedesigner.

## Leben
Fukasawa studierte bis zu seinem Abschluss 1980 an der Tama Art University (Tokio). Anschließend arbeitete er einige Jahre als Designer für Seiko Epson und ging 1989 in die USA. Nachdem er von 1996 bis 2002 das Designstudio von IDEO in Tokio aufgebaut und geleitet hatte, gründete er 2003 sein eigenes Unternehmen „Naoto Fukasawa Design“.

## Werk

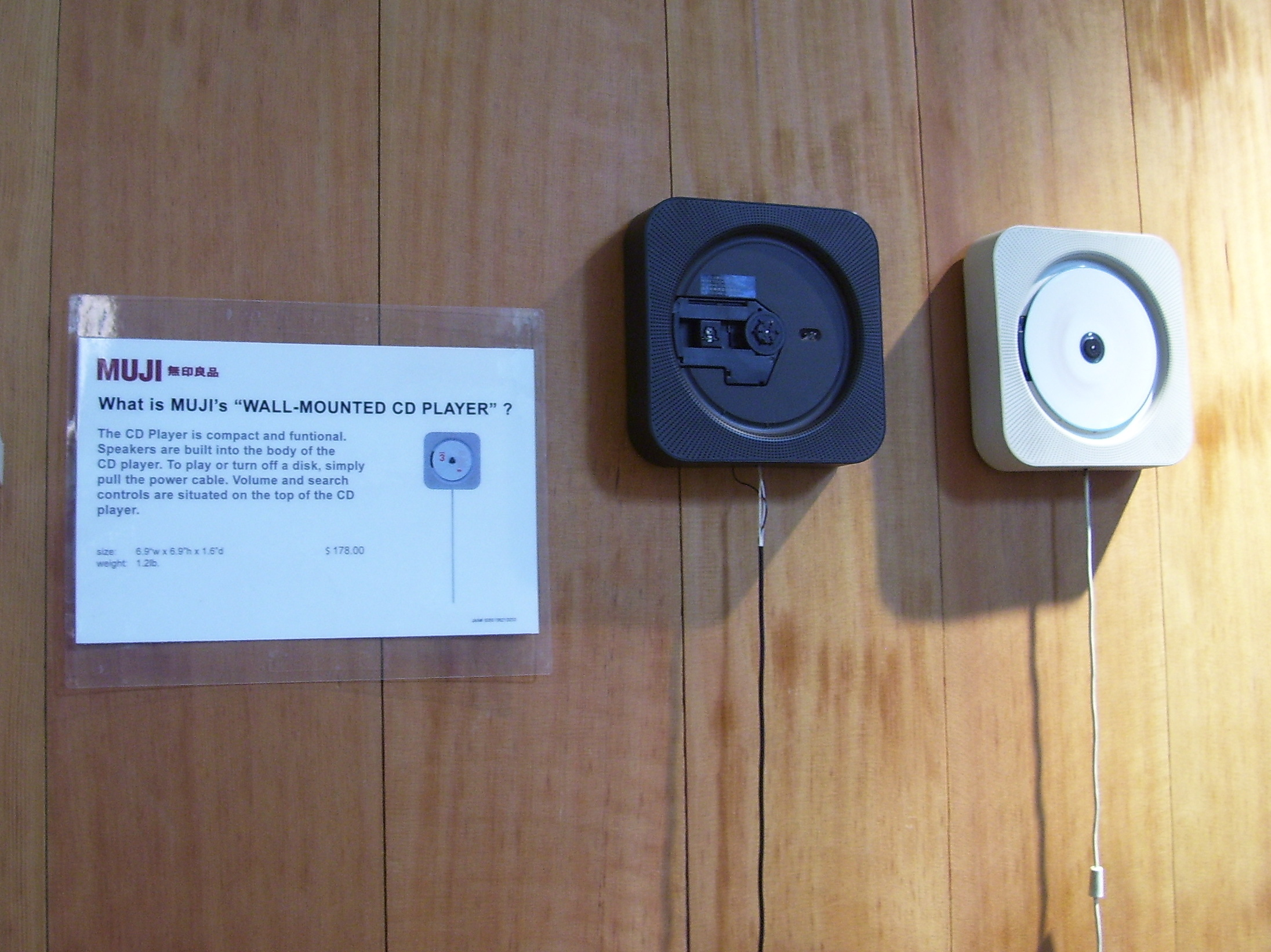
Wandhängender CD-Spieler für Muji

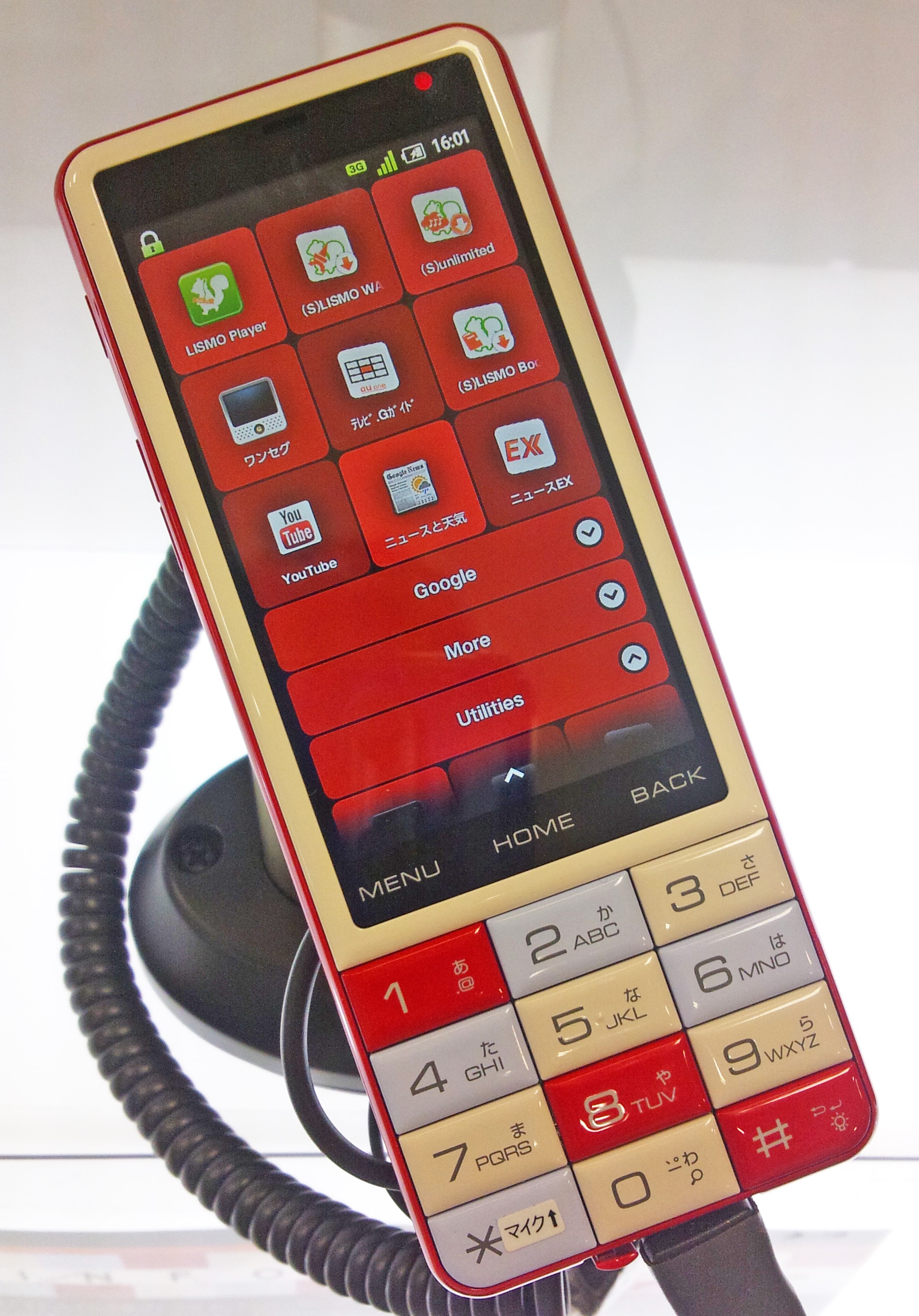
Smartphone Infobar C01

Beispielhafte Arbeiten für Fukasawas Designverständnis sind die Arbeiten für Muji, einer japanischen Lifestyle-Kaufhauskette, für die er unter anderem einen CD-Spieler entwarf, die Mobiltelefone „Infobar“ and „neon“ – alle aufgenommen in der ständigen Sammlung des Museum of Modern Art in New York – sowie die ±0 Marke für Haushaltsgeräte und -zubehör. Fukasawa sitzt Muji außerdem als Kreativchef vor und hat somit maßgeblichen Einfluss auf dessen minimalistisch klare Designphilosophie.
Seit der Gründung seines eigenen Studios sorgen vor allem Arbeiten für Unternehmen wie Apple, Artemide, Alessi, B&B Italia, Boffi, Epson, Danese, Magis sowie NEC für Aufsehen.
Naoto Fukasawa hat über 50 internationale Auszeichnungen erhalten, u. a. den US-amerikanischen IDEA Award in Gold, den deutschen iF-Award in Gold, den englischen D&AD Award in Gold sowie den deutschen red dot award.
Fukasawa ist Professor an der Kunsthochschule Musashino sowie als Gastdozent an der Tama Art University, an der er selbst studiert hat, tätig. Er ist der Autor mehrerer Bücher, u. a. Design no Rinkaku (デザインの輪郭, engl. An Outline of Design, TOTO Shuppan) und Co-Autor von Design no Seitaigaku – Atarashii Design no Kyōkasho (デザインの生態学—新しいデザインの教科書, dt. „Ökologie des Design – Neues Designlehrbuch“, Tōkyō Shoseki).